# 宮田敏之
宮田 敏之（みやた としゆき、1963年4月 - ）は、日本の経済学者。専門はタイ社会経済史。東京外国語大学総合国際学研究院（国際社会部門・地域研究系）教授。

## 学歴
- 1987年3月  早稲田大学法学部卒業
- 1995年3月　早稲田大学大学院経済学研究科修士課程修了
- 1998年3月　京都大学大学院人間・環境学研究科博士後期課程指導認定退学

## 職歴
- 1987年4月-1991年3月  広島県立油木高等学校社会科教諭
- 1998年4月-2003年3月　天理大学国際文化学部講師
- 2003年4月-2005年3月  天理大学国際文化学部助教授
- 2005年4月-2009年3月　東京外国語大学外国語学部助教授・准教授
- 2009年4月-2012年3月　東京外国語大学総合国際学研究院 准教授（大学院重点化による所属変更）
- 2012年4月-           現職

## 著書
- 「タイ米輸出とアジア間競争：1920年代におけるタイ米の「品質問題」を中心に」川勝平太編著『アジア太平洋経済圏史1500－2000』藤原書店、2003年、199～228頁
- 「世界市場とタイ産・高級米の輸出：ジャスミン・ライスとガーデン・ライス」川勝平太編著『グローバル・ヒストリーに向けて』藤原書店、2002年、250～258頁
- 「戦前期タイ米経済の発展」加納啓良編著『岩波講座東南アジア史　第6巻植民地経済の繁栄と凋落』岩波書店、2001年、169～194頁